# Christian Herberth
Christian Herberth (28 de mayo de 1964) es un deportista alemán que compitió para la RFA en taekwondo. Ganó una medalla de bronce en el Campeonato Mundial de Taekwondo de 1989 y una medalla de bronce en el Campeonato Europeo de Taekwondo de 1988, ambas en la categoría de –58 kg.

## Palmarés internacional
| Campeonato Mundial | Campeonato Mundial   | Campeonato Mundial | Campeonato Mundial |
| Año                | Lugar                | Medalla            | Categoría          |
| ------------------ | -------------------- | ------------------ | ------------------ |
| 1989               | Seúl (Corea del Sur) | Medalla de bronce  | –58 kg             |
| Campeonato Europeo |                      |                    |                    |
| Año                | Lugar                | Medalla            | Categoría          |
| 1988               | Ankara (Turquía)     | Medalla de bronce  | –58 kg             |